# Der geheimnisvolle Stern
Der geheimnisvolle Stern (französischer Originaltitel: L’Étoile mystérieuse) ist das zehnte Tim-und-Struppi-Album des frankobelgischen Comiczeichners Hergé und zugleich der Titel der Zeichentrick-Verfilmungen (erstmals 1962 durch Raymond Leblanc). Es erschien zunächst vom 20. Oktober 1941 bis zum 21. Mai 1942 in einer schwarzweiß-Fassung als tägliche Strips in der französischsprachigen Tageszeitung Le Soir. Das zugehörige Album erschien 1942 gleich anschließend. Es war das erste Tim-und-Struppi-Album, das bereits in der ersten Fassung farbig gedruckt wurde.

## Handlung
Tim ist mit seinem Hund Struppi auf einem Abendspaziergang. Er wundert sich über einen zusätzlichen Stern im Großen Bären und über die ungewöhnliche Hitze in der Nacht. Als er in der Sternwarte anruft, wird das Telefon einfach wieder aufgehängt. Er macht sich dorthin auf den Weg und wird barsch abgewiesen. Als er im Observatorium endlich einen Professor findet, ist dieser ziemlich nervös, da sich ein glühender Stern auf die Erde zubewegt. Professor Phossyl (im Original: Calys) vom Observatorium bestimmt die Uhrzeit des Einschlags und damit das Ende der Welt. Niedergeschlagen geht Tim nach Hause. Unterwegs trifft er auf einen „Propheten“, der mit einem Gong durch die Straßen zieht und das nahe „Strafgericht“, das „Ende aller Zeiten“ verkündet. Zuhause erwartet Tim das Ende. Dieses tritt zwar nicht ein (der Assistent des Professors hatte sich verrechnet), aber es kommt zu einem heftigen Erdbeben, da ein Teil des Meteorits auf der Erde aufschlägt.
Anhand einer Spektroskopaufnahme des Meteors findet der Professor heraus, dass der Meteor eine große Menge eines auf der Erde unbekannten Minerals enthält. Nur leider ist dieser im arktischen Meer eingeschlagen und damit unerreichbar. Als Tim nach Hause geht, fällt ihm ein Ziegelstein, der aus dem Wasser ragt, auf. Er vermutet, dass auch ein Teil des Meteors aus dem Meer ragen könnte. Sofort wird eine Expedition zusammengestellt, die den Felsen suchen und dann erforschen soll. Teilnehmer der Expedition sind: Der genannte Professor Phossyl, der Schwede Erik Björgenskjöld, der Spanier Bolero y Calamares, der Deutsche Otto Schulze, der Schweizer Paul Cantonneau, der Portugiese Pedro Joãs Dos Santos, Tim mit seinem Hund Struppi sowie Kapitän Haddock (siehe auch Abschnitt Verschiedenes).
Als Tim am Tag vor der Reise an Bord geht, versucht bereits jemand einen Anschlag. Der Täter entkommt unerkannt. Unmittelbar darauf ereignen sich weitere Merkwürdigkeiten und der verrückte selbsternannte „Prophet“, dem Tim schon zuvor begegnet ist, weissagt Unglück – dem er allerdings gerne selbst nachhilft. Bei der Abschiedszeremonie wird der Kapitän als Ehrenpräsident des „Bundes seefahrender Antialkoholiker“ geehrt. Peinlich, dass gleichzeitig eine riesige Ladung Whisky in die Kabine des Kapitäns gebracht werden soll… Die Zeremonie wird unterbrochen, als die Meldung eintrifft, dass auch die Peary von Saõ Rico aus in See gestochen ist, um den Meteoriten zu finden. Die Aurora unter dem Kommando von Kapitän Haddock sticht sofort in See.
Die Aurora nimmt Kurs auf Island, während dem Leser gezeigt wird, wie ein gewisser Bohlwinkel alles unternimmt, damit die von ihm finanzierte Peary-Expedition das Ziel vor den Europäern erreicht. Als die Aurora den 72. Breitengrad überquert, schickt sie das mitgebrachte Wasserflugzeug los, das auch tatsächlich auf den Meteoriten stößt, allerdings auch auf die Peary. Die Aurora ist schneller als die Peary und kann daher damit rechnen, den Felsen als erste zu erreichen. Während sie mit Volldampf auf das Ziel zusteuert, erreicht sie allerdings ein Notruf, der sie zur Umkehr zwingt. Da Tim Verdacht schöpft, versucht er die ganze Nacht, mehr über das Schiff zu finden, zu deren Rettung sie jetzt unterwegs sind. Am nächsten Morgen steht fest, dass der Notruf gefälscht war, um sie von der Entdeckung des Meteoriten abzuhalten. Diese Nachricht bringt den Kapitän in Rage und die Expedition an den Rand einer Niederlage.
Dank des Wasserflugzeuges und eines waghalsigen Fallschirmabsprungs Tims über dem Meteoriten gelingt es der Aurora hauchdünn, die eigene Flagge zuerst auf dem Felsen zu hissen. Tim bleibt mit Struppi und einer Schachtel mit Zwischenverpflegung auf dem Felsen zurück, während der Pilot des Wasserflugzeuges Lebensmittel holen soll. Tim schläft eine Nacht, und am Morgen ereignen sich auf dem Felsen seltsame Dinge: Pilze schießen rasend schnell aus dem Boden, erreichen Mannshöhe und explodieren dann mit einem lauten Knall. Danach wächst aus dem weggeworfenen Kerngehäuse eines Apfels in Sekunden ein riesiger Apfelbaum mit ebenfalls riesigen Äpfeln.
Als das Wasserflugzeug zurückkehrt, beginnt die Insel nach einem Seebeben zu sinken. Tim, der von einem fallenden Apfel bewusstlos geschlagen wurde, rettet sich im letzten Moment in das ausgebrachte Schlauchboot. Alles, was er auf das Schiff zurückbringen kann, ist ein Stein vom Meteoriten. Das Radio verkündet die Rückkehr der Expedition nach Europa und erklärt, dass die Sabotageaktionen des Herrn Bohlwinkel rechtliche Konsequenzen haben werden.

## Hintergrund
Das Album erschien 1942 während der deutschen Besetzung Belgiens. In der ersten Ausgabe war die „gegnerische“ Expedition deutlich als gegen Europa gerichtetes amerikanisch-jüdisches Unternehmen erkennbar, finanziert von einem Bankier mit dem erkennbar jüdischen Namen „Blumenstein“, der auch äußerlich mit den antisemitischen Klischees jüdischen Aussehens (aufgeworfene Lippen, krumme Nase, kleine und dickliche Figur, schwarze Haare) gezeichnet wird. Mit der Neuausgabe von 1954 wurden einige dieser Andeutungen verwischt, Blumenstein hieß nun Bohlwinkel und kam aus dem fiktionalen Staat Saõ Rico. Die amerikanische Flagge an Bord der Peary wurde wegretuschiert.
Während Hergé im vorhergehenden Album Die Krabbe mit den goldenen Scheren versucht hatte, jegliche Anspielungen auf den Krieg und die Kriegsparteien zu unterlassen, zeichnet er hier vor allem am Anfang ein sehr trübes Bild von Verzweiflung und möglichem Weltuntergang. Die Welt wird schließlich gerade von einem Krieg in nie dagewesenem Ausmaß zerrissen. Die ganze Geschichte ist, wenn sie auch später wieder unterhaltend wird, doch sehr beunruhigend, selbst der sonst immer zu Späßen aufgelegte Haddock ist meistens ernst und kaum je betrunken.
Ungewöhnlich ist weiterhin an diesem Band, dass Hergé Realität und Traum verwischt und dadurch den Leser zu verwirren vermag. Da ist etwa ein Prophet, der den Untergang der Welt real in den Straßen ankündigt und später plötzlich bei Tim in der Wohnung erscheint. Erst nachdem ihn Tim fragt, wie er hineingekommen sei, stellt sich dieser Teil als Traum heraus. Tims Abenteuer auf dem Meteoriten selbst – mit den riesigen Pilzen, den Äpfeln und einer riesigen Spinne – ist zwar für Tim real, erscheint dem Leser aber irgendwie unwirklich. Dies ist auch eine Hommage von Hergé an den Regisseur Alfred Hitchcock.

## Verschiedenes
- Der geheimnisvolle Stern war das erste Tim-und-Struppi-Album, das bereits in der ersten Ausgabe farbig gedruckt wurde.
- Auf Seite 20 erscheinen in einem Bild Stups und Steppke (französisch: Quick et Flupke). Die Figuren sind ebenfalls Hergés Werk.
- Das Palomar-Observatorium war Vorbild für das Observatorium am Anfang des Buches.[2]
- Die Teilnehmer der Expedition haben (teilweise mehrere) reale Vorbilder: Erik Björgenskjöld erinnert an Auguste Piccard (der auch das Vorbild für Professor Bienlein war).[3] Sein Name ist eine Anlehnung an den Polarforscher Adolf Erik Nordenskiöld.
- Die Aurora erscheint nicht als seetüchtig für die Arktis. Hingegen wird das Wasserflugzeug, welches von ihr aus startet und von der Arado Ar 196 inspiriert wurde, exakt wiedergegeben.[4]

## Verfilmungen
Der geheimnisvolle Stern erschien in den Zeichentrickserien von 1962 von Raymond Leblanc und 1992.